# Mycosphaerella pedicularidis
Mycosphaerella pedicularidis är en svampart som tillhör divisionen sporsäcksvampar, och som först beskrevs av Petter Adolf Karsten, och fick sitt nu gällande namn av Jens Wilhelm August Lind. Mycosphaerella pedicularidis ingår i släktet Mycosphaerella, och familjen Mycosphaerellaceae. Arten är reproducerande i Sverige.